# Muzeum Ziemi Gołdapskiej w Gołdapi
Izba Regionalna „Muzeum Ziemi Gołdapskiej im. M.M. Ratasiewicza” – muzeum z siedzibą w Gołdap. Placówka działa w ramach Biblioteki Publicznej w Gołdapi.
Muzeum w aktualnej formie i lokalizacji działa od 2008 roku, natomiast jego zbiory gromadzone są od 1962 roku. Inicjatorem powstania kolekcji był Mieczysław Ratasiewicz - miejscowy nauczyciel, regionalista i działacz turystyczny. Ze zgromadzonych zbiorów powstała izba regionalna, która mieściła się kolejno: w świetlicy Szkoły Podstawowej nr 1 (ul. Szkolna 4), w pomieszczeniach Powiatowego Domu Kultury (ul. Krótka 2), w samodzielnych pomieszczeniach przy Pl. Zwycięstwa, wreszcie w budynku liceum (obecnie Zespół Szkół Ogólnokształcących im Jana Pawła II, ul. Popiełuszki 2). W 2002 roku utworzono w Gołdapi Izbę Muzealną, z siedzibą w bloku przy ul. Żeromskiego. 

Obecnie muzeum mieści się w dwóch budynkach, należących do zespołu zabudowań dawnych koszar, wyremontowanych w 2007 roku. Jeden z nich został przeznaczony na wystawę stałą, natomiast w drugim organizowane są ekspozycje czasowe.

W 2010 roku muzeum otrzymało imię Mieczysława Ratasiewicza.
W ramach ekspozycji stałej prezentowane są zbiory związane z historią oraz kulturą ludową Gołdapi i okolicy. Największa część pamiątek pochodzi z okresu I i II wojny światowej oraz okresy PRL-u.
Od maja 2020 roku kustoszem Izby jest Janusz Janowski, archeolog i lokalny działacz społeczny.

Placówka jest obiektem całorocznym, czynnym w czwartki i piątki w godzinach 10-18. W pozostałe dni zwiedzanie odbywa się po wcześniejszym umówieniu się z Biblioteką Publiczną w Gołdapi.